# Bernard Gousse
Bernard Gousse, est un homme politique haïtien. 

## Biographie
Ministre de la Justice de 2004 à 2005, il est désigné Premier ministre le 10 juillet 2011 par le président Michel Martelly. Son investiture est rejetée par le Sénat de la République le 3 août 2011.